# Adolf Eckert (Verbandsfunktionär)
Adolf Eckert (* 20. Dezember 1830 in Popiollen, Ostpreußen; † 24. März 1916 in Königsberg i. Pr.) war ein deutscher Landwirt und Agrarfunktionär.

## Leben
Im Alter von 23 Jahren übernahm Eckert das Gut Czerwonken im Kreis Lyck, das er bis 1909 vorbildlich verwaltete. Nach Ernennungen zum Landschaftsdeputierten (1864) und Landschaftsrat (1867) wurde er 1889 Landschaftsdirektor für das Departement Angerburg. Von 1890 bis 1908 war er auch Mitglied der Generalfeuersozietät. 1895 machte er sich um die Erweiterung der Taxgrundsätze verdient. Bis zur Bestätigung der Wahl von Wolfgang Kapp war er 1905/06 Direktor der Ostpreußischen Generallandschaftsdirektion. Wertvoll war unter Kapp seine Mitarbeit bei der Vereinigung der Landschaftlichen mit der Ostpreußischen Feuersozietät sowie bei der Errichtung der Lebensversicherungsanstalt der Ostpreußischen Landschaft. 1909 zog er nach dem Verkauf seines Gutes nach Königsberg, wo er 1916 starb.